# 1582 en France
Chronologie de la France
- 1578
- 1579
- 1580
- 1581
- 1582
- 1583
- 1584
- 1585
- 1586

## Événements
- Mars : édit de Paris concernant les conditions d’érection du duché[1].

- 1er avril, château de Montreuil-Bonnin : Marguerite de Valois quitte son époux Henri de Navarre pour la cour de France[2].
- 1er juin : Anne de Joyeuse est nommé amiral de France à la suite de la démission de Mayenne[3].
- 27 juin : Noël Journet est condamné au bûcher pour athéisme à Metz[4].

- 8 juillet : Henri III, roi de France, donne par lettres patentes les duchés de Valois et d’Étampes, les comtés de Clermont-en-Beauvaisis et de Senlis, à sa sœur Marguerite de Valois, reine de Navarre et épouse du futur Henri IV[5].
- 16 juillet : au cours d’une séance du Conseil d’État, Henri III annonce une grande enquête pour une réforme générale du royaume. Six commissions sont envoyées en octobre dans les provinces[6].

- 11 août : le roi, en proie à une crise morale, quitte Paris pour un pèlerinage à Notre-Dame du Puy[7].

- 5 septembre : le duc de Mercœur devient gouverneur de Bretagne[8].

- 3 novembre: édit du roi Henri III adoptant, pour la France, le calendrier grégorien[9]. Le lendemain du 9 décembre est le 20 décembre.
- 9 décembre (du calendrier julien) : adoption du calendrier grégorien par la France (passage du dimanche 9 au lundi 20)[9].

## Naissances en 1582
- x

## Décès en 1582
- x